# Valentina Farcas
Valentina Farcas (nacida el 14. de octubre de 1975 en Bucarest) es una cantante de ópera rumana (soprano).

## Vida
Valentina Farcas proviene de una familia con formación musical ya que sus padres eran cantantes en la Ópera Nacional de Bucarest. Asistió a la escuela secundaria "George Enescu", una institución educativa con una fuerte rama musical, donde también se graduó con una especialización en música (piano). En 1994 comenzó sus estudios musicales en la Academia de Música de Bucarest. Su encuentro profesional con el canto se remonta a esta época, ya que recibió clases de su padre, Florin Farcas, y de la profesora de canto Rodica Creniceanu. Poco después, se trasladó a la Folkwang Hochschule für Musik de Essen. Ya durante su educación universitaria en Essen, tuvo numerosas apariciones públicas en el Teatro Grub de la ciudad, donde había contraído una obligación contractual. Su siguiente parada fue el Teatro Estatal del sur de Turingia en Meiningen en 1999, donde fue miembro del conjunto permanente durante varios años. En los dos años que siguieron recibió varias clases magistrales de piano. En 2002 se trasladó de Meiningen a la Komische Oper de Berlín. Allí interpretó muchos papeles de ópera conocidos pero también menos conocidos, como la Reina de Schemacha en la ópera de Rimski Korsakov "El gallo de oro"   y Hermione en el pasticcio "Oreste" de George Frideric Handel. 
Sus principales papeles operísticos se pueden encontrar en las obras de Mozart, Donizetti, Gluck, Verdi, Bellini y Rossini, así como de muchos otros compositores de prácticamente todas las épocas musicales. Tiene un amor especial por Jules Massenet.
Valentina Farcas no solo actúa como soprano en los principales teatros de ópera, también es una popular y exitosa cantante de conciertos. Mozart, Stravinsky, Haydn y Ravel están en su repertorio de conciertos.
Valentina Farcas ahora vive entre los Estados Unidos, Alemania e Italia y trabaja como freelance flexible. 

### Actuaciones
Como soprano reconocida, Valentina Farcas ha cantado en un gran número de escenarios, incluyendo el Teatro Estatal del Sur de Turingia en Meiningen o la Komische Oper en Berlín. Después se presentó (y aún se presenta) como cantante invitada (a veces con frecuencia) en muchas óperas en todo el mundo. Ha actuado en Viena, París, Ámsterdam, Dallas, Miami, Palm Springs y muchos otros teatros de ópera. También estuvo representada con papeles destacados en festivales de música conocidos como el Festival Internacional de Música de Macao y el Festival de Ópera de Savonlinna en Finlandia. Obtuvo fama internacional en 2006 en el Festival de Salzburgo en "Abduction from the Seraglio" de Mozart. Tuvo actuaciones destacadas con asociaciones musicales de renombre en el Wiener Musikverein, en la Accademia di Santa Cecilia de Roma y en el Mozarteum de Salzburgo.
En la serie "Estrellas del mañana presentada por Eva Lind" Valentina Farcas apareció en Arte en el  episodio 3, que se emitió en marzo de 2002. 

### Cooperación con directores
Valentina Farcas ya ha trabajado con muchos directores de renombre. Entre los más conocidos están Gerd Albrecht, Fabio Luisi, Riccardo Muti, Christopher Hogwood, Ivor Bolton, René Jacobs, Kirill Petrenko y Jeffrey Tate.

## Repertorio
El repertorio de esta cantante es muy extenso e incluye papeles de ópera clásica - desde Adele en "Die Fledermaus" de Johann Strauss, Adina en "L'elisir d'amore" de Donizetti, Blonde en "Die Entführung aus dem Seraglio" de Mozart, la Reina de la noche de "La flauta mágica" de Mozart, Gilda en "Rigoletto" de Verdi, Lucia en "Lucia di Lammermoor" de Donizetti y Jenny en "Auge y caída de la ciudad de Mahagonny" de Brecht/Weil, hasta Liù en "Turandot" de Puccini y Zerbinetta en "Ariadne en Naxos" de Richard Strauss, solo por nombrar algunos. Además de los papeles operísticos, Valentina Farcas también se destaca en conciertos, oratorios y otras obras sacras. Destaca tanto el "Requiem" de Mozart como en el "Mesías" de Haendel o los oratorios de Johann Sebastian Bach.

## Premios
Un vistazo a los reconocimientos y premios que ha recibido Valentina Farcas a lo largo de los años da una buena impresión de su trayectoria.
- Primer premio en el concurso nacional rumano (piano)
- Primer premio del jurado y Premio del Público en el Concurso Internacional Robert Stolz, Opereta Vienesa, Hamburgo
- Premio de Promoción Ulrich Burkhardt para jóvenes artistas
- Premio especial de opereta en el concurso "Nuevas Voces" de la Fundación Bertelsmann
- Finalista en el Concurso Internacional de Canto Montserrat Caballé
- Finalista (cuarto lugar) en el 3r. Concurso Internacional de Canto Ferruccio Tagliavini, Austria
- Segundo premio en el concurso de interpretación de compositores rumanos (piano)
- Segundo premio en el Concurso Constanta Mozart (piano)
- Segundo premio en el Concurso Internacional Johann Strauss, Viena
- El pasticcio de Handel "Oreste" (2006) en la Komische Oper Berlin (dirigida por Sebastian Baumgarten), en la que Valentina Farcas cantó Hermione, recibió el premio "Producción del año".

## Discografía
- Música sacra de Mozart. Camerata Würzburg. Dirección musical Nicol Matt (editado por Brilliant Classics- caja de 15 CD).
- Gran Misa de Mozart KV 427/ Gran Misa K 427. Valentina Farcas, Annemarie Kremer. Camerata Würzburg. Coro de Cámara de Europa. Dirección musical Nicol Matt (editado por Brilliant Classics - CD)
- Concierto de Gala de Viena Johann Strauss. Valentina Farcas, Richard Brunner. Filarmónica K&K. Dirección musical Herbert Prikopa (publicado por DaCapo)
- Nuevas Voces 1999. Volumen 6. Fundación Bertelsmann en cooperación con el grupo de directores de la Asociación de Teatro Alemán y la Corporación de Radiodifusión de Alemania Occidental en Colonia

- Vicente Bellini. I Capuleti e i Montecchi. Teatro Alighieri de Rávena. Dirección musical Pietro Mianiti (Orquesta Lirica). Valentina Farcas y Paola Gardina (lanzado por KICCO Music)
- Wolfgang Amadeus Mozart "El rapto del serrallo". Asociación de Conciertos del Coro de la Ópera Estatal de Viena, Orquesta Mozarteum de Salzburgo. Valentina Fracas, Laura Aikin, Charles Castronovo, Dietmar Kerschbaum y Franz Hawlata. Dirección musical Ivor Bolton. Dirigida por Stefan Herheim (publicada por Decca).

También hay una grabación profesional de la producción de "Telémaco" de Gluck en el Theatre an der Wien.     